# Newfoundland Act
Newfoundland Act eller British North America Act 1949 var den brittiska parlamentsakt från 31 mars 1949, varigenom Newfoundland den 23 mars samma år inträdde i den kanadensiska konfederationen. vilket skedde efter en folkomröstning i juni 1948.  Kanadas och Newfoundlands regeringar undertecknade villkoren den 11 december 1948.
Newfoundland blev nu en kanadensisk provins, vilket officiellt skedde vid midnatt den 1 april i och med att det kanadensiska räkenskapsåret började. Den 6 december 2001 bytte provinsen namn till "Newfoundland och Labrador".

### Fotnoter
1. ↑  Richard Doody. ”Newfoundland & Labrador” (på engelska). World at War. http://worldatwar.net/timeline/newfoundland/19-49.html. Läst 10 november 2015.
2. ↑  ”Maps: 1667-1999” (på engelska). Library and Archives Canada. http://www.bac-lac.gc.ca/eng/discover/politics-government/canadian-confederation/Pages/maps-1667-1999.aspx. Läst 10 november 2015.
3. ↑  ”Terms of Union” (på engelska). Heritage Newfoundland & Labrador. http://www.heritage.nf.ca/articles/politics/terms-of-union-1949.php. Läst 10 november 2015.
4. ↑  ”The Dominion of Newfoundland” (på engelska). Library and Archives Canada. http://worldatwar.net/article/newfoundland/. Läst 10 november 2015.
5. ↑  ”Newfoundland and Labrador” (på engelska). World Statesmen. http://www.worldstatesmen.org/Canada_Provinces_A-O.html#Newfoundland. Läst 10 november 2015.